# Sombere vederdistel
De sombere vederdistel of ongelijkbladige distel (Cirsium heterophyllum, basioniem: Carduus heterophyllus) is een overblijvende plant uit de composietenfamilie (Compositae of Asteraceae). De soort komt van nature voor in Noord-Europa, de bergstreken van Midden-Europa en in Noord-Azië en is inheems in Wallonië. Het aantal chromosomen is 2n = 34.
Deze plant, die een hoogte kan bereiken van 45 tot 120 cm, draagt drie soorten bladeren (zoals de naam reeds aangeeft in het Latijn). Onderaan heeft hij bladeren met een gevleugelde steel; de middelste zijn diep ingesneden en steelloos en de bovenste zijn fijn getand (en eveneens steelloos). De lange weinig vertakte stengels en onderkant van de bladeren hebben witte vilthaartjes.
De plant bloeit in juli en augustus met paarsrode, soms witte lintbloemen, die in 3,5-5 cm grote hoofdjes zitten.
De vrucht is een nootje met vruchtpluis.

## Foto's

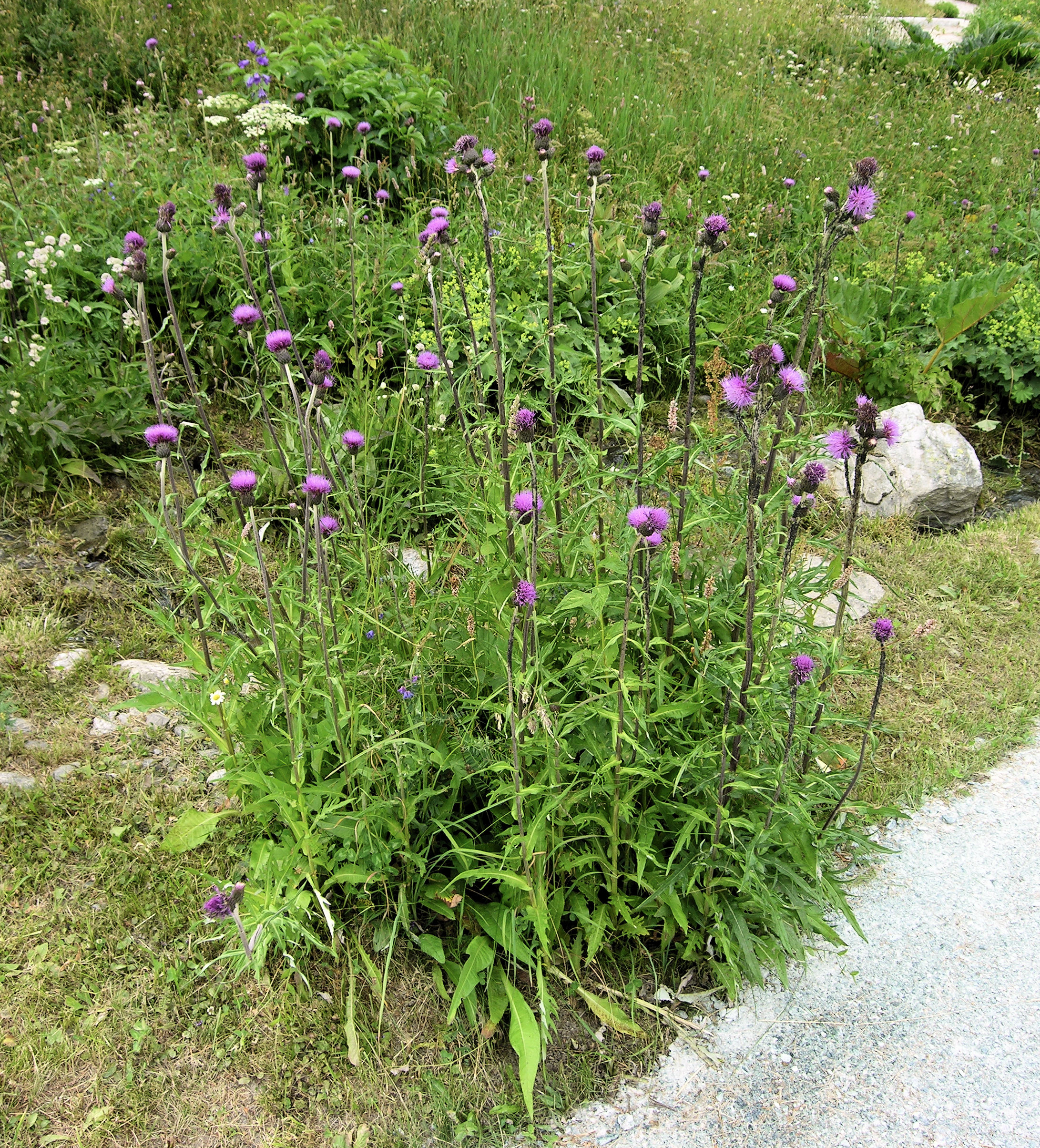
Plant
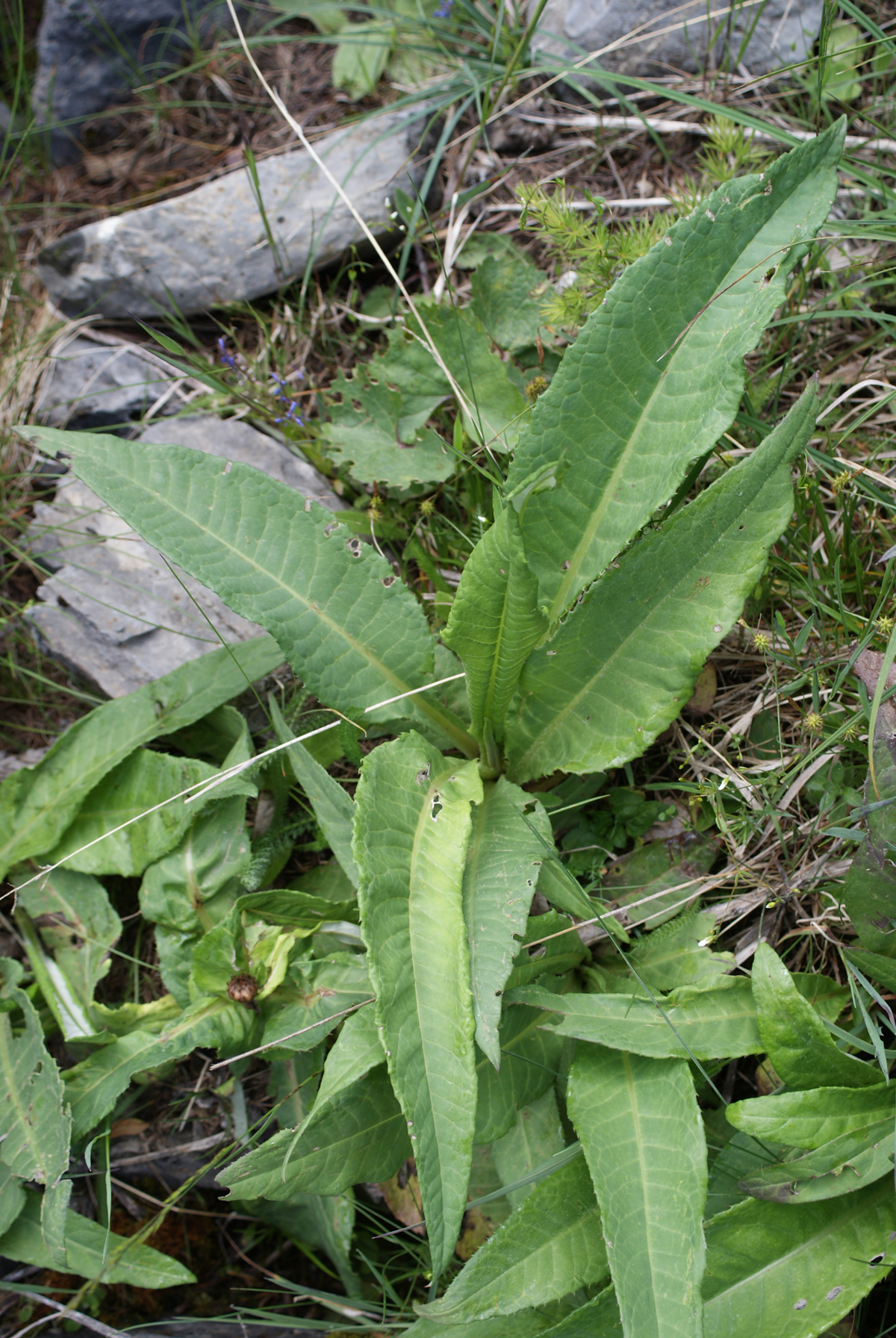
basale bladeren
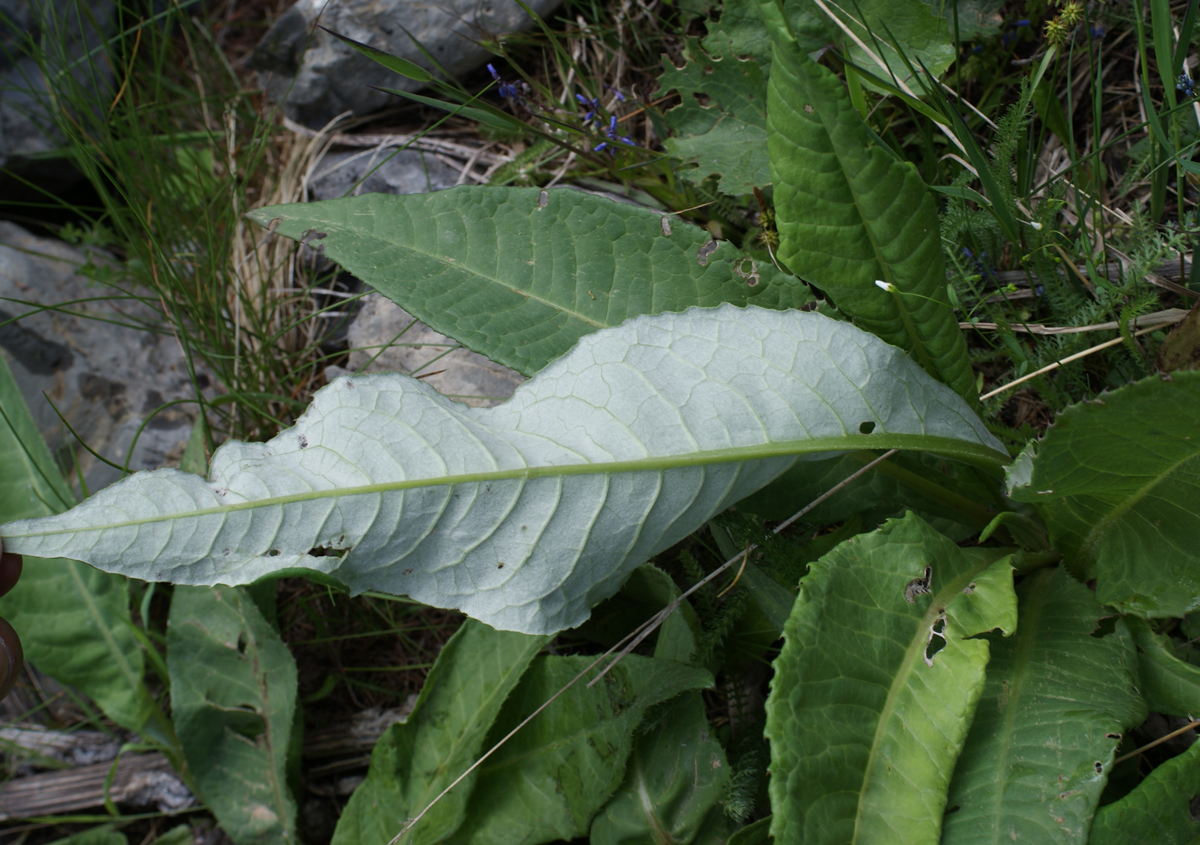
Achterkant blad
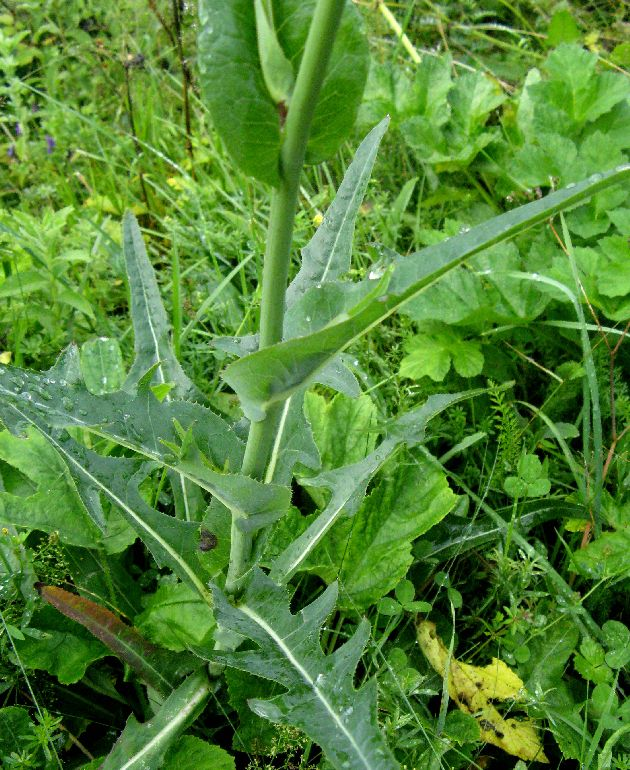
Stengelbladeren
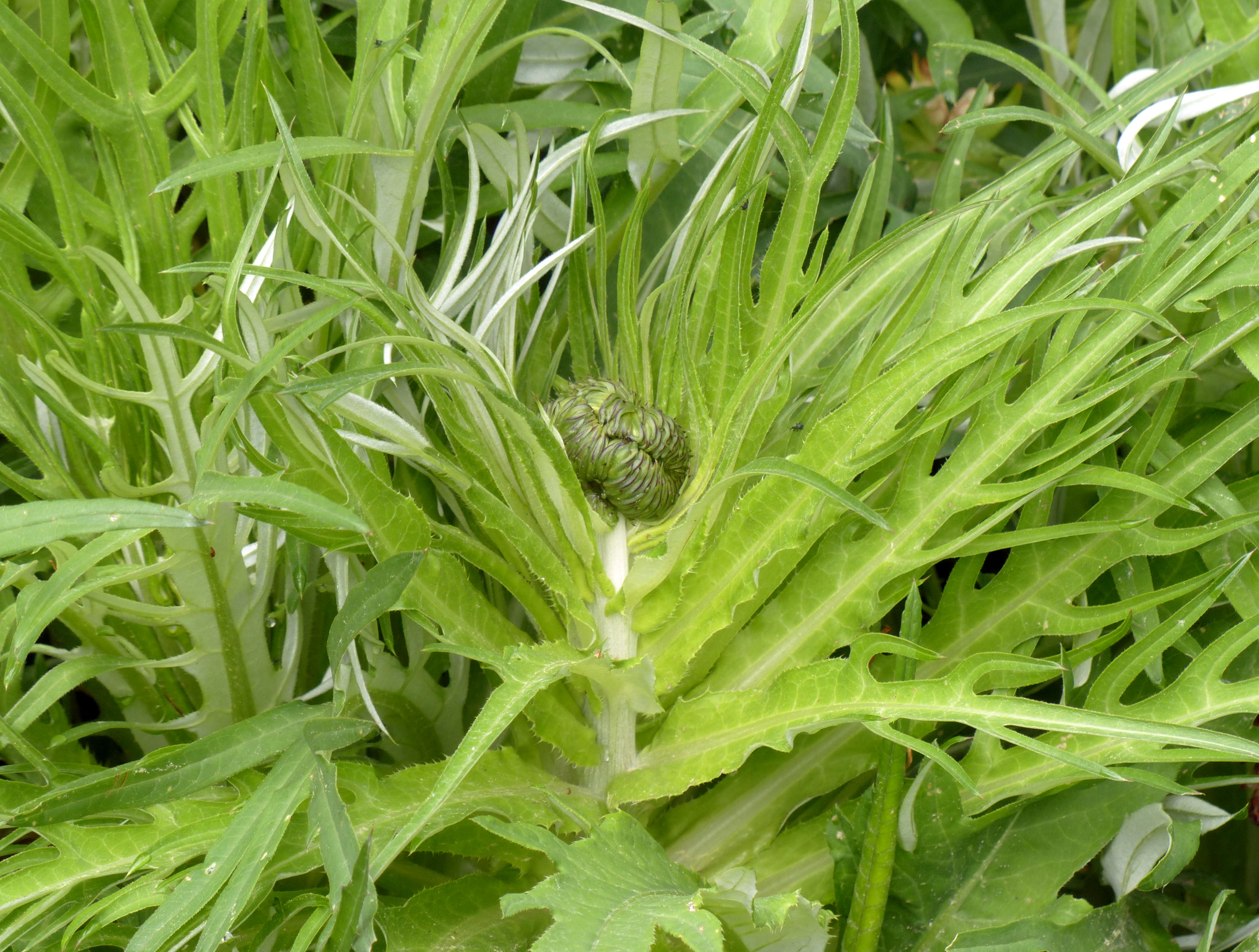
Bladeren
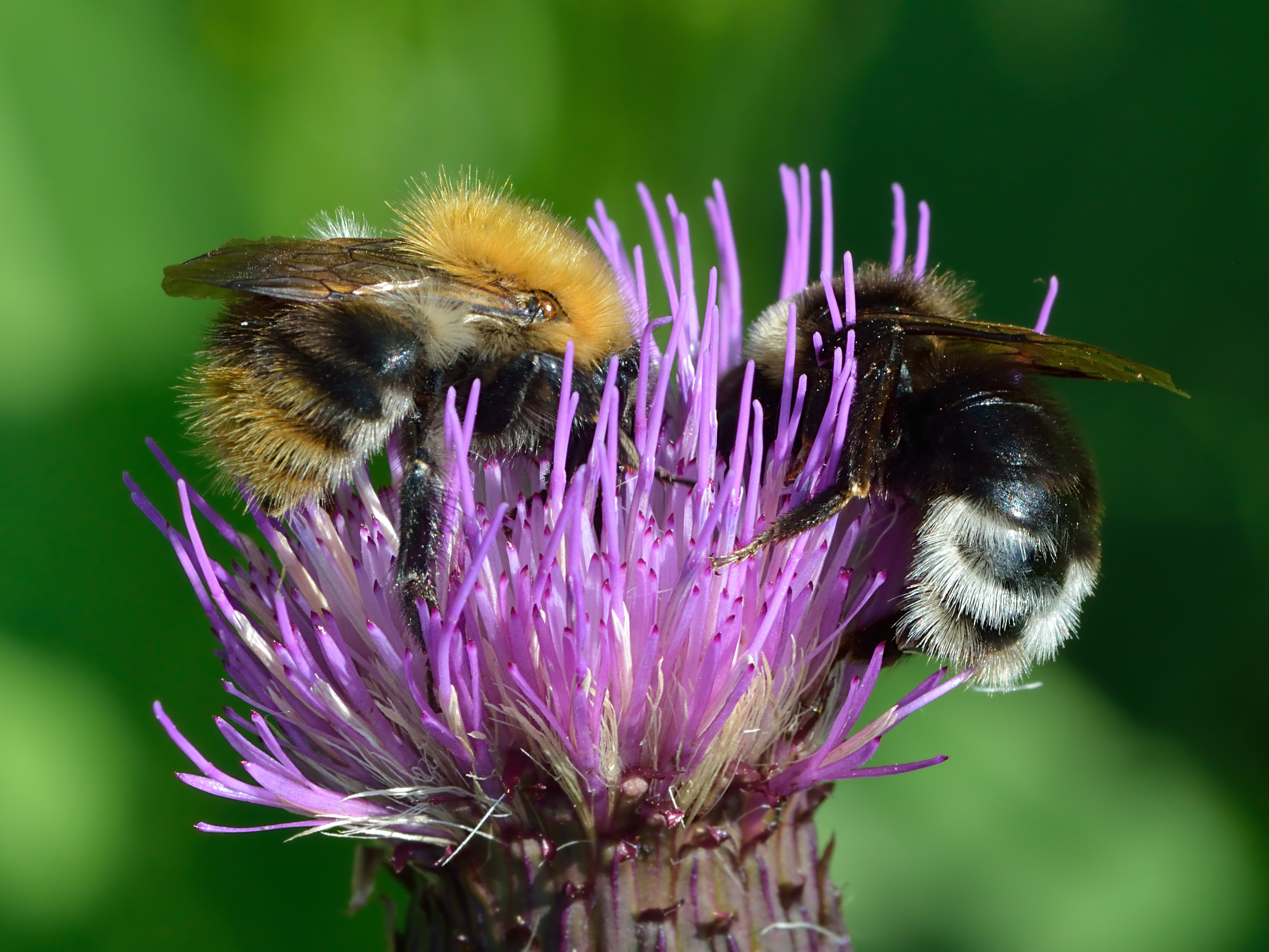
Met akkerhommel en tweekleurige koekoekshommel

De plant heeft een voorliefde voor vochtige alpenweides, open plekken in het bos en moerasgronden.